# Militära underrättelse- och säkerhetstjänsten
Militära underrättelse- och säkerhetstjänsten (MUST) (dansk: Den Militære Efterretnings og Sikkerhedstjeneste) er en afdeling i de svenske væbnede styrker, som er en del af Sveriges militære efterretningstjeneste og har således hovedansvaret for at producere militærrelevant information om udenlandske magter og dels har sikkerhedsansvar for de samlede forsvarsmyndigheder.
MUST bestå af to afdelinger; UND, som er ansvarlig for efterretningsaktiviteter, og SÄK, som er ansvarlig for sikkerhedsbeskyttelse.
UND yder information som grundlag for beslutninger i hovedkvarteret og Försvarsdepartementet, samt støtter svenske afdelinger i udlandet og i informationslandet. SÄK forfølger blandt andet signalbeskyttelse, personlige undersøgelser og informationsbeskyttelse.
MUST samarbejder stærkt med andre forsvarsinformationsorganer, primært Försvarets radioanstalt (FRA), men også FOI og FMV. Den hemmeligste del af MUST er Kontoret för Särskild Inhämtning.